# Jerzy Dubowy

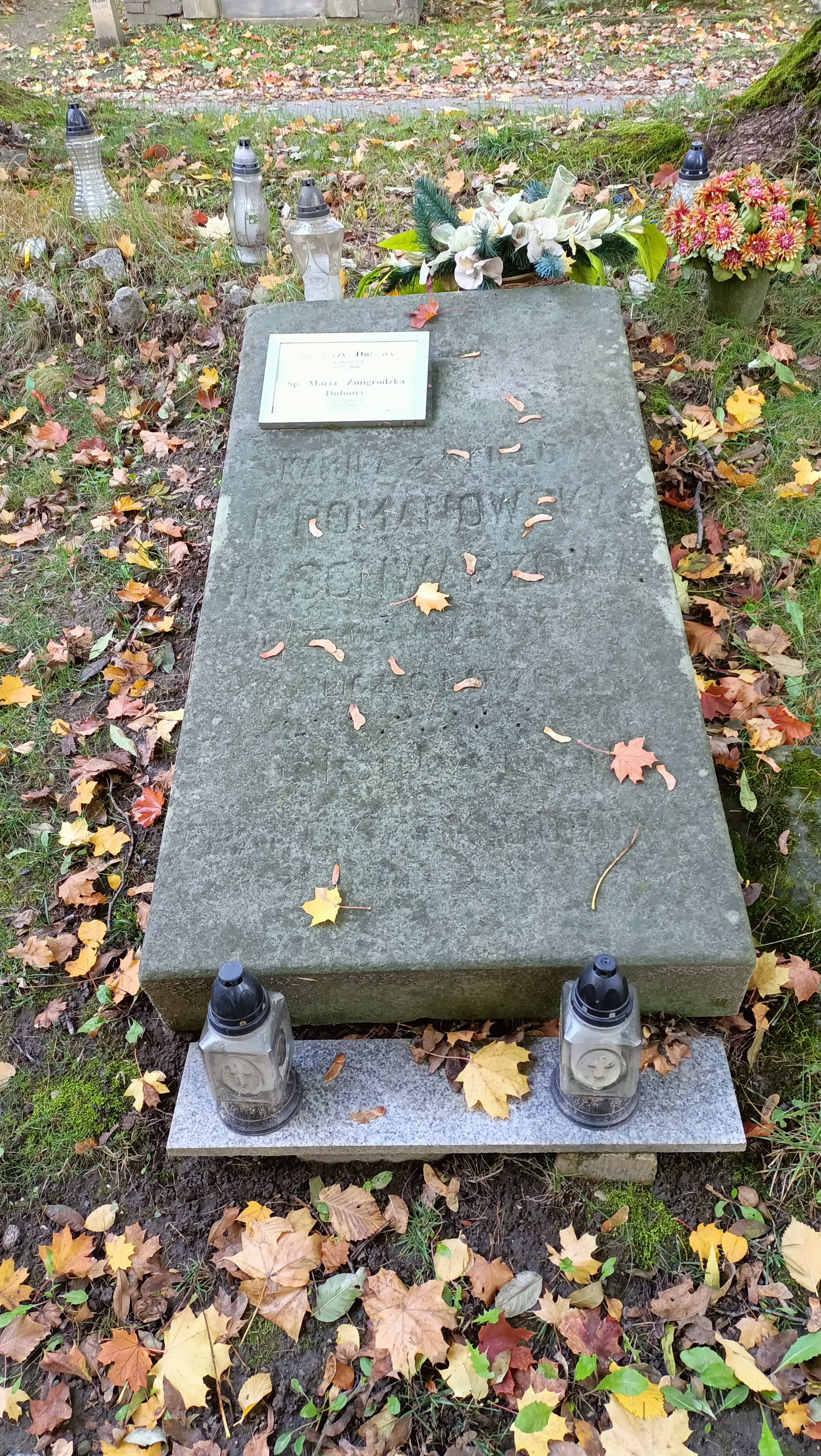
Grób Jerzego Dubowego na Cmentarzu Rakowickim w Krakowie

Jerzy Dubowy (ur. 20 czerwca 1922 w Mszanie Dolnej, zm. 6 stycznia 2010 w Krakowie) – polski chemik, specjalista w dziedzinie kriogeniki, popularyzator nauki, wychowawca wielu pokoleń chemików.
Ukończył studia chemiczne na Uniwersytecie Jagiellońskim, wykonując pracę magisterską w 1952 r. w Katedrze Technologii Chemicznej Wydziału Matematyczno-Przyrodniczego. W 1966 r. uzyskał stopień doktora.
Autor metody odkażania dużych zbiorów dokumentów papierowych metodą próżniową, która została zastosowana do odkażania dokumentów Wydziału Filologicznego UJ przekazywanych do zbiorów Archiwum UJ. Odznaczony Złotym Krzyżem Zasługi i Odznaką Zasłużony dla UJ (1987).
Został pochowany na cmentarzu Rakowickim.

## Życie prywatne
Jego żoną była Maria Żmigrodzka-Dubowy.